# Paul Collomp
Pour les articles homonymes, voir Collomp.
Pour l’article ayant un titre homophone, voir Paul Collomb.
Paul Collomp, né à Niort (Deux-Sèvres) le 15 décembre 1885 et mort à Clermont-Ferrand le 25 novembre 1943, est un universitaire français spécialiste de l'histoire de l'Égypte ptolémaïque. Il a été abattu par un membre de la Gestapo lors d'une rafle contre l'université de Strasbourg repliée à Clermont-Ferrand.

## Biographie

### Enfance et études
Paul Collomp naît le 15 décembre 1885 à Niort. Admis en 1906 au concours d'entrée à l'École normale supérieure, il est reçu 3e à l'agrégation des lettres en 1909.

### Enseignement
Après une courte période d'enseignement en secondaire au lycée de Brest, il est pensionnaire à l'Institut d'archéologie du Caire, avant de rejoindre le front lors de la Première Guerre mondiale. En juin 1918, il est cité à l'ordre du jour de l'armée. Il est décoré de la croix de guerre 1914-1918 et de la Légion d'honneur.
Spécialiste de l'Égypte hellénistique, il est nommé en novembre 1919 maître de conférences en grec et en papyrologie à la faculté des lettres de l'université de Strasbourg, où il deviendra professeur en 1926.

### Résistance
En 1940, il suit la délocalisation de l'Université de Strasbourg à Clermont-Ferrand à la suite de la déclaration de guerre par l'Allemagne. Il est doyen de la faculté des lettres de Strasbourg. Il est élu membre correspondant de l'Académie des inscriptions et belles-lettres en novembre 1942. Dans le même temps, il est membre du réseau Action R6 du bureau central de renseignements et d'action.
Pendant la rafle du 25 novembre 1943, Georges Mathieu et un membre de la Gestapo clermontoise, Joseph Kaltseiss, cherchent les adresses des enseignants de l'université de Strasbourg. Croisant dans un couloir Paul Collomp en conversation avec un autre enseignant, ils les somment de lever les mains. Collomp ne s'exécutant pas suffisamment rapidement, Kaltseiss lui tire une balle dans le ventre et les deux hommes le laissent pour mort, intimant à l'autre professeur de rejoindre les étudiants et le personnel de l'université regroupés dans la cour. Collomp agonise une partie de la matinée avant de mourir. Il est inhumé le 29 novembre au cimetière des Carmes, à Clermont-Ferrand,.

## Œuvres
- Recherches sur la chancellerie et la diplomatique des Lagides, Paris, Les Belles Lettres, 1926 (thèse de doctorat).
- La papyrologie : introduction à cette discipline, Paris, Les Belles Lettres, 1927.
- Michel Andrieu et Paul Collomp, Fragments sur papyrus de l'anaphore de saint Marc, in Revue des sciences religieuses, VIII (4), 1928, p. 489-515.
- La critique des textes, Paris, Les Belles Lettres, 1931.

## Hommages

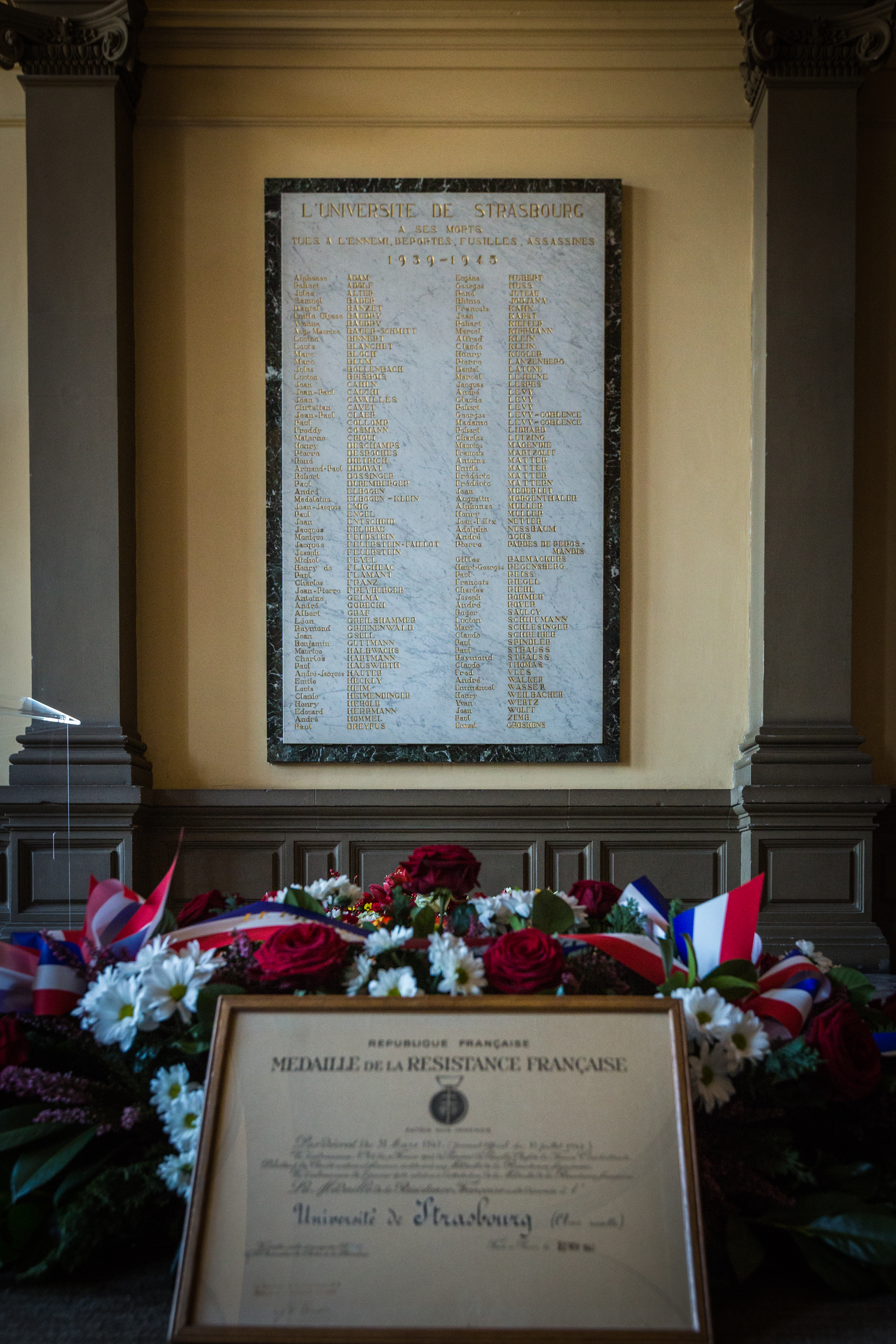
Plaque au Palais universitaire de Strasbourg.

- À Clermont-Ferrand, une plaque rappelle son assassinat dans les locaux de l'université Blaise-Pascal, 34, avenue Carnot (couloir du deuxième étage, où il a été abattu).
- Dans la même ville, une rue débouchant sur l'avenue Carnot porte son nom, ainsi qu'un bâtiment et un amphithéâtre donnant sur cette rue.
- Une rue porte son nom à Strasbourg[3].